# Antonh
Antoingt és un municipi francès situat al departament del Puèi Domat i a la regió d'Alvèrnia-Roine-Alps. L'any 2007 tenia 370 habitants.

## Demografia

### Població
El 2007 la població de fet d'Antoingt era de 370 persones. Hi havia 150 famílies de les quals 32 eren unipersonals (8 homes vivint sols i 24 dones vivint soles), 63 parelles sense fills i 55 parelles amb fills.
La població ha evolucionat segons el següent gràfic:
Habitants censats

### Habitatges
El 2007 hi havia 207 habitatges, 152 eren l'habitatge principal de la família, 27 eren segones residències i 28 estaven desocupats. 204 eren cases i 3 eren apartaments. Dels 152 habitatges principals, 129 estaven ocupats pels seus propietaris, 18 estaven llogats i ocupats pels llogaters i 5 estaven cedits a títol gratuït; 4 tenien dues cambres, 15 en tenien tres, 57 en tenien quatre i 76 en tenien cinc o més. 126 habitatges disposaven pel capbaix d'una plaça de pàrquing. A 63 habitatges hi havia un automòbil i a 77 n'hi havia dos o més.

### Piràmide de població
La piràmide de població per edats i sexe el 2009 era:
| Homes | Edats   | Dones |
| ----- | ------- | ----- |
| 0     | 95 o +  | 0     |
| 4     | 90 a 94 | 0     |
| 4     | 85 a 89 | 0     |
| 0     | 80 a 84 | 0     |
| 12    | 75 a 79 | 8     |
| 8     | 70 a 74 | 28    |
| 4     | 65 a 69 | 4     |
| 8     | 60 a 64 | 12    |
| 4     | 55 a 59 | 8     |
| 8     | 50 a 54 | 4     |
| 16    | 45 a 49 | 16    |
| 8     | 40 a 44 | 12    |
| 8     | 35 a 39 | 4     |
| 24    | 30 a 34 | 12    |
| 16    | 25 a 29 | 16    |
| 4     | 20 a 24 | 4     |
| 12    | 15 a 19 | 4     |
| 4     | 10 a 14 | 4     |
| 8     | 5 a 9   | 8     |
| 16    | 0 a 4   | 4     |

## Economia
El 2007 la població en edat de treballar era de 243 persones, 183 eren actives i 60 eren inactives. De les 183 persones actives 167 estaven ocupades (100 homes i 67 dones) i 16 estaven aturades (2 homes i 14 dones). De les 60 persones inactives 20 estaven jubilades, 14 estaven estudiant i 26 estaven classificades com a «altres inactius».

### Ingressos
El 2009 a Antoingt hi havia 154 unitats fiscals que integraven 388 persones, la mediana anual d'ingressos fiscals per persona era de 16.115 €.

### Activitats econòmiques
Dels 15 establiments que hi havia el 2007, 1 era d'una empresa alimentària, 1 d'una empresa de fabricació d'altres productes industrials, 5 d'empreses de construcció, 4 d'empreses de comerç i reparació d'automòbils, 1 d'una empresa d'hostatgeria i restauració, 2 d'empreses immobiliàries i 1 d'una empresa classificada com a «altres activitats de serveis».
Dels 3 establiments de servei als particulars que hi havia el 2009, 2 eren lampisteries i 1 electricista.
L'únic establiment comercial que hi havia el 2009 era una fleca.
L'any 2000 a Antoingt hi havia 20 explotacions agrícoles que ocupaven un total de 826 hectàrees.

## Equipaments sanitaris i escolars
El 2009 hi havia una escola elemental integrada dins d'un grup escolar amb les comunes properes formant una escola dispersa.

## Poblacions més properes
El següent diagrama mostra les poblacions més properes.